# Les Mal Élevés
 (juin 2023).
Les Mal Élevés est une émission de télévision québécoise diffusée sur VRAK.TV depuis le 19 octobre 2012.

## Description de l'émission
Dans Les Mal Élevés Charles-Émile Lafleur, Laurie-Jade Rochon et Nicolas Rome élaborent et s'amusent ensemble à jouer des tours aux adultes. À chaque émission, une vedette leur vient en aide pour réaliser un mauvais coup sortant de l'ordinaire.

## Fiche technique
- Titre original : Les Mal Élevés
- Société de production : Attraction Images
- Sociétés de distribution (pour la télévision) :
  -  Québec : VRAK.TV
- Producteur : Ginette Gauthier
- Producteurs exécutifs : Jean-François Boulianne, Marie-Elaine Nadeau, Richard Speer, Josée Vallée et Marie-Claude Wolfe
- Créateurs :
- Réalisateurs : François Lachapelle, Félix Tanguay[1]
- Animateurs : Charles-Émile Lafleur, Laurie-Jade Rochon et Nicolas Rome
- Scénaristes :
- Conseiller à la scénarisation :
- Musique : André Leclair
- Pays d’origine :  Canada  Québec
- Langue : Français
- Genre : Humoristique
- Durée : 22-23 minutes

## Épisodes

### 1resaison (2012-2013)
- Diffusée sur VRAK.TV entre le 19 octobre 2012 et 25 janvier 2013.

| №  | #  | Titre de l’épisode            | Première diffusion |
| -- | -- | ----------------------------- | ------------------ |
| 1  | 1  | Marie-Soleil Dion             | 19 octobre 2012    |
| 2  | 2  | Tammy Verge                   | 26 octobre 2012    |
| 3  | 3  | Réal Béland                   | 2 novembre 2012    |
| 4  | 4  | Salomé Corbo                  | 9 novembre 2012    |
| 5  | 5  | Alex Perron                   | 16 novembre 2012   |
| 6  | 6  | Stéphane Bellavance           | 23 novembre 2012   |
| 7  | 7  | Caroline Gendron              | 30 novembre 2012   |
| 8  | 8  | Pierre Hébert                 | 7 décembre 2012    |
| 9  | 9  | Pascal Morissette             | 14 décembre 2012   |
| 10 | 10 | Jean-François Baril           | 21 décembre 2012   |
| 11 | 11 | William & Audrey de Mixmania³ | 11 janvier 2013    |
| 12 | 12 | Rémi-Pierre Paquin            | 18 janvier 2013    |
| 13 | 13 | Mirianne Brûlé                | 25 janvier 2013    |

## Nominations
Gémeaux 2013
- Meilleur animation jeunesse
- meilleur émission ou série jeunesse[1],[2]